# Мат (шахматы)

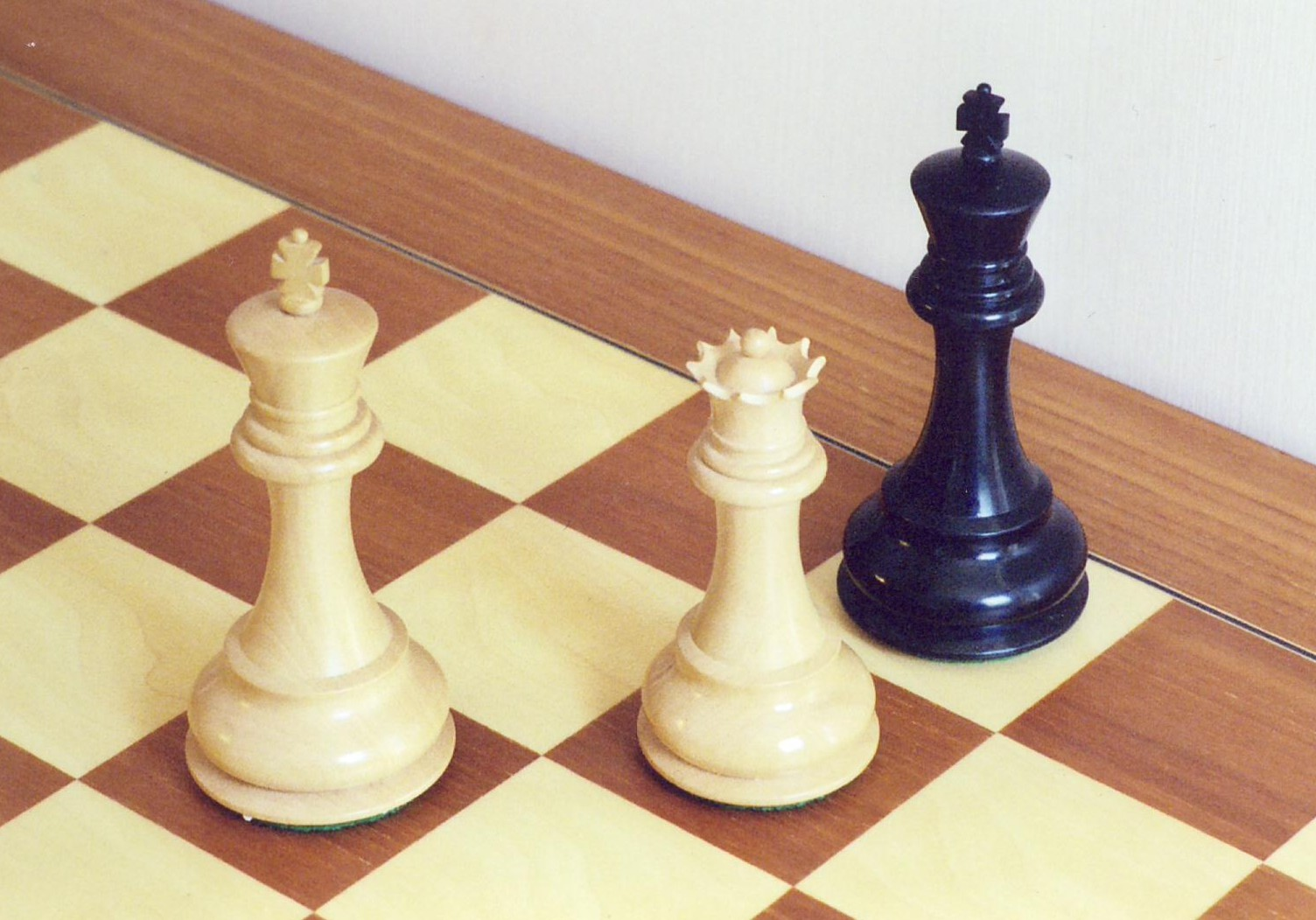
Чёрный король, оказавшийся у края доски, получил мат, игра окончена (все свободные поля контролируют белые фигуры, также чёрный король не может сам атаковать белого ферзя, поскольку тот защищён белым королём)

Мат — ситуация в шахматах и других шахматных играх, когда король находится под шахом, и игрок не может сделать ни одного хода, чтобы его избежать. Таким образом, при мате одновременно:
- король находится под шахом;
- у короля нет возможности уйти от шаха - все поля вокруг него заняты своими фигурами или находятся под ударом фигур противника.
- у игрока нет возможности закрыться от шаха другой фигурой.
- нет возможности взять фигуру, объявившую шах.

Сторона, получившая мат, терпит поражение. В международной шахматной нотации мат обозначается символом «#» после хода фигуры, в советской используется символ «×».
Если королю шах не объявлен, но он и все другие фигуры его цвета не могут сделать ни одного хода, объявляется пат, и результат партии — ничья.
Слово «мат» происходит от персидского словосочетания شاه مات šâh mât, означающего, что король (шах) беспомощен, парализован, блокирован, потерпел поражение (таковы значения персидского слова مات). Известен также перевод словосочетания شاه مات как «шах мёртв» (от араб. مات‎ «умереть»), однако персы начали употреблять данный термин в игре раньше, чем арабы.

## Мат одинокому королю
Существуют несколько базовых видов мата в эндшпиле, которые можно поставить одинокому королю. Во всех этих случаях мат возможен только на краю доски и только с поддержкой своего короля.
Для этого должна быть использована:
- Одна тяжёлая фигура:
  - Ферзь — дают мат одинокому королю противника не позднее 10 ходов при сильнейшей игре обеих сторон[3]. См. Мат ферзём.
  - Ладья — дают мат одинокому королю противника не позже 16 ходов при сильнейшей игре обеих сторон[3]. См. Мат ладьёй.

- Две легкие фигуры:
  - Два разнопольных слона[3]. См. Мат двумя слонами.
  - Конь и слон — наиболее сложный мат. Этот мат может быть поставлен, лишь когда король находится в углу того цвета, по которому перемещается слон (либо на соседнем с этим углом поле на краю доски). Чтобы поставить такой мат, требуется не более 36 ходов, однако ставящий мат игрок должен играть очень аккуратно; ошибки могут привести к ничьей из-за пата или после 50 ходов без взятия фигур[3]. См. Мат слоном и конём.
  - Два коня — при правильной защите мат невозможен и приводит к пату[3]. Иногда возможен мат королём и двумя конями против короля и пешки[3]. См. Мат двумя конями, Два коня против пешки.

|   | a                                                                  | b                                                                  | c                                                                  | d                                                                  | e                                                                  | f                                                                  | g                                                                  | h                                                                  |   |
| - | ------------------------------------------------------------------ | ------------------------------------------------------------------ | ------------------------------------------------------------------ | ------------------------------------------------------------------ | ------------------------------------------------------------------ | ------------------------------------------------------------------ | ------------------------------------------------------------------ | ------------------------------------------------------------------ | - |
| 8 | b8 чёрный король · a6 белый конь · b6 белый король · b5 белый конь | b8 чёрный король · a6 белый конь · b6 белый король · b5 белый конь | b8 чёрный король · a6 белый конь · b6 белый король · b5 белый конь | b8 чёрный король · a6 белый конь · b6 белый король · b5 белый конь | b8 чёрный король · a6 белый конь · b6 белый король · b5 белый конь | b8 чёрный король · a6 белый конь · b6 белый король · b5 белый конь | b8 чёрный король · a6 белый конь · b6 белый король · b5 белый конь | b8 чёрный король · a6 белый конь · b6 белый король · b5 белый конь | 8 |
| 7 | b8 чёрный король · a6 белый конь · b6 белый король · b5 белый конь | b8 чёрный король · a6 белый конь · b6 белый король · b5 белый конь | b8 чёрный король · a6 белый конь · b6 белый король · b5 белый конь | b8 чёрный король · a6 белый конь · b6 белый король · b5 белый конь | b8 чёрный король · a6 белый конь · b6 белый король · b5 белый конь | b8 чёрный король · a6 белый конь · b6 белый король · b5 белый конь | b8 чёрный король · a6 белый конь · b6 белый король · b5 белый конь | b8 чёрный король · a6 белый конь · b6 белый король · b5 белый конь | 7 |
| 6 | b8 чёрный король · a6 белый конь · b6 белый король · b5 белый конь | b8 чёрный король · a6 белый конь · b6 белый король · b5 белый конь | b8 чёрный король · a6 белый конь · b6 белый король · b5 белый конь | b8 чёрный король · a6 белый конь · b6 белый король · b5 белый конь | b8 чёрный король · a6 белый конь · b6 белый король · b5 белый конь | b8 чёрный король · a6 белый конь · b6 белый король · b5 белый конь | b8 чёрный король · a6 белый конь · b6 белый король · b5 белый конь | b8 чёрный король · a6 белый конь · b6 белый король · b5 белый конь | 6 |
| 5 | b8 чёрный король · a6 белый конь · b6 белый король · b5 белый конь | b8 чёрный король · a6 белый конь · b6 белый король · b5 белый конь | b8 чёрный король · a6 белый конь · b6 белый король · b5 белый конь | b8 чёрный король · a6 белый конь · b6 белый король · b5 белый конь | b8 чёрный король · a6 белый конь · b6 белый король · b5 белый конь | b8 чёрный король · a6 белый конь · b6 белый король · b5 белый конь | b8 чёрный король · a6 белый конь · b6 белый король · b5 белый конь | b8 чёрный король · a6 белый конь · b6 белый король · b5 белый конь | 5 |
| 4 | b8 чёрный король · a6 белый конь · b6 белый король · b5 белый конь | b8 чёрный король · a6 белый конь · b6 белый король · b5 белый конь | b8 чёрный король · a6 белый конь · b6 белый король · b5 белый конь | b8 чёрный король · a6 белый конь · b6 белый король · b5 белый конь | b8 чёрный король · a6 белый конь · b6 белый король · b5 белый конь | b8 чёрный король · a6 белый конь · b6 белый король · b5 белый конь | b8 чёрный король · a6 белый конь · b6 белый король · b5 белый конь | b8 чёрный король · a6 белый конь · b6 белый король · b5 белый конь | 4 |
| 3 | b8 чёрный король · a6 белый конь · b6 белый король · b5 белый конь | b8 чёрный король · a6 белый конь · b6 белый король · b5 белый конь | b8 чёрный король · a6 белый конь · b6 белый король · b5 белый конь | b8 чёрный король · a6 белый конь · b6 белый король · b5 белый конь | b8 чёрный король · a6 белый конь · b6 белый король · b5 белый конь | b8 чёрный король · a6 белый конь · b6 белый король · b5 белый конь | b8 чёрный король · a6 белый конь · b6 белый король · b5 белый конь | b8 чёрный король · a6 белый конь · b6 белый король · b5 белый конь | 3 |
| 2 | b8 чёрный король · a6 белый конь · b6 белый король · b5 белый конь | b8 чёрный король · a6 белый конь · b6 белый король · b5 белый конь | b8 чёрный король · a6 белый конь · b6 белый король · b5 белый конь | b8 чёрный король · a6 белый конь · b6 белый король · b5 белый конь | b8 чёрный король · a6 белый конь · b6 белый король · b5 белый конь | b8 чёрный король · a6 белый конь · b6 белый король · b5 белый конь | b8 чёрный король · a6 белый конь · b6 белый король · b5 белый конь | b8 чёрный король · a6 белый конь · b6 белый король · b5 белый конь | 2 |
| 1 | b8 чёрный король · a6 белый конь · b6 белый король · b5 белый конь | b8 чёрный король · a6 белый конь · b6 белый король · b5 белый конь | b8 чёрный король · a6 белый конь · b6 белый король · b5 белый конь | b8 чёрный король · a6 белый конь · b6 белый король · b5 белый конь | b8 чёрный король · a6 белый конь · b6 белый король · b5 белый конь | b8 чёрный король · a6 белый конь · b6 белый король · b5 белый конь | b8 чёрный король · a6 белый конь · b6 белый король · b5 белый конь | b8 чёрный король · a6 белый конь · b6 белый король · b5 белый конь | 1 |
|   | a                                                                  | b                                                                  | c                                                                  | d                                                                  | e                                                                  | f                                                                  | g                                                                  | h                                                                  |   |

## Невозможно поставить мат
Если ни у одной из сторон не остаётся возможности поставить мат любой серией возможных ходов, то фиксируется ничья. К этому случаю относятся позиции, когда играющим недостаточно фигур для того, чтобы поставить мат — если оба противника имеют на доске одно из следующих сочетаний фигур, без пешек: 
- Одинокий король
- Король и слон
- Король и конь
- Король и два однопольных слона (если слоны разнопольные, то мат возможен)

## Разновидности мата
Некоторые виды матов имеют своё собственное название:
- Детский мат
- Дурацкий мат
- Зеркальный мат
- Идеальный мат
- Кооперативный мат
- Линейный мат
- Мат Анастасии
- Мат Андерсена
- Мат Бодена
- Мат дель Рио
- Мат Диларам
- Мат Легаля
- Мат на последней горизонтали
- Мат Троицкого
- Обратный мат
- Правильный мат
- Спёртый мат (мат Лусены)
- Чистый мат
- Экономичный мат
- Эполетный мат